# Lebanon (Wisconsin)
Lebanon is een census-designated place in de gelijknamige town in het zuiden van de Amerikaanse staat Wisconsin. Het hoort bestuurlijk gezien bij Dodge County en ligt ruim 10 km ten noorden van de stad Watertown. In 2010 telde Lebanon 204 inwoners.